# ハワード・ラインゴールド
ハワード・ラインゴールド（Howard Rheingold、1947年7月7日 - ）は、批評家、作家、教師。専門は、インターネットや移動体通信、彼自身が生み出した言葉とされる仮想共同体 (virtual community) など、現代のコミュニケーション・メディアの文化的、社会的、政治的意義についての考察である。

## 経歴
ラインゴールドは、アリゾナ州フェニックスに生まれた。1964年から1968年にかけて、オレゴン州ポートランドのリード大学に学んだ。卒業論文は「What Life Can Compare with This? Sitting Alone at the Window, I Watch the Flowers Bloom, the Leaves Fall, the Seasons Come and Go.」（「この命に比べられる命などあるのか? 僕は窓辺に座り、花の咲くのを、葉が散るのを、季節が巡るのを眺めている。」といった意）という表題であった。
生涯を通して持ち続けている、理性の働きを補う仕掛けへの関心は、ラインゴールドを純粋知性科学研究所やゼロックスのパロアルト研究所 (PARC) へと導いた。そこでラインゴールドは、最も初期のパーソナルコンピュータについて研究し、文章を書いた。これを契機として、パーソナルコンピュータ開発の背後にいた人々の歴史を綴った『思考のための道具 (Tools for Thought)』を1985年に書いた。その頃、ラインゴールドは、影響力が大きかった最初期のオンライン・コミュニティWELLに、初めてログインした。その経験を後代に大きな影響を与えることとなった著書『バーチャル・コミュニティ』で考察した。
1985年にはまた、『Out of the Inner Circle: A Hacker's Guide to Computer Security』を、元ハッカーのビル・ランドレスとの共著で出版した。1991年には、『バーチャル・リアリティ― (Virtual Reality: Exploring the Brave New Technologies of Artificial Experience and Interactive Worlds from Cyberspace to Teledildonics)』を出版した。
一時、『Whole Earth Review』誌の編集にあたった後、ミレニアム版『全地球カタログ』の編集長を務めた。その後間もなく、『WIRED』誌が1994年から運営し始めた、最初期の商業的コンテンツによるウェブサイト「HotWired」の創刊編集主幹に迎えられた。ラインゴールドは、程なくして「HotWired」を離れ、1996年にオンライン・コミュニティの拡大成長を記録し、促進させるサイト「Electric Minds」を創設した。このサイトは高く評価されたが、1997年に売却され、規模も縮小した。
1998年、ラインゴールドは、新たな仮想共同体「Brainstorms」を創設したが、これは知識や知性のある、未来志向の民間人を世界中から組織することに成功した非公開のウェブ会議コミュニティであった。2013年の時点で、「Brainstorms」は15年目を迎えている。

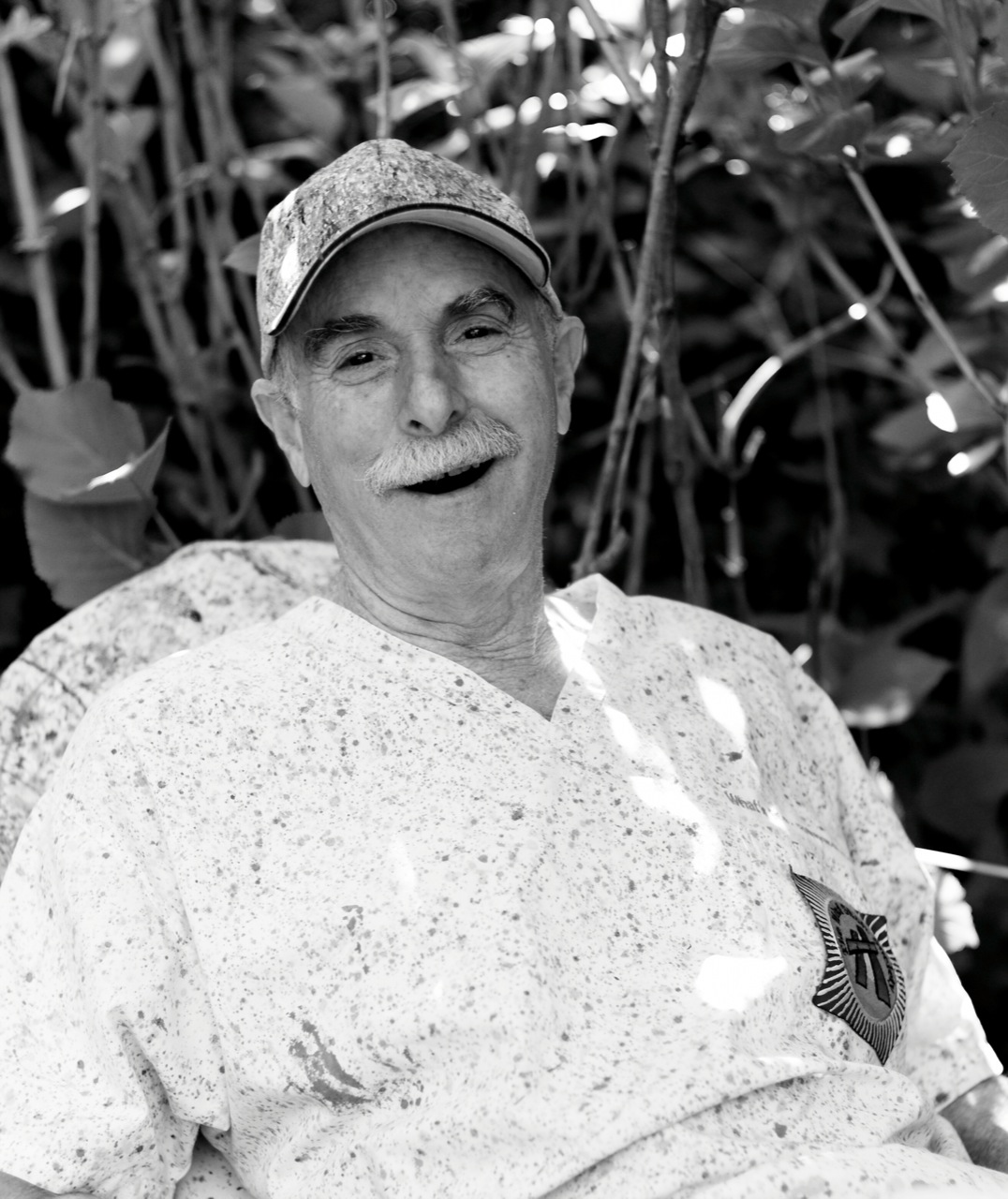
ミルバレーのラインゴールド。

2002年、ラインゴールドは、テクノロジーが集団的知性を補助する可能性について検討した『スマートモブズ (Smart Mobs)』を出版した。その後すぐに、ラインゴールドは、未来研究所と連繋し、協力についての広い基盤に立ったリテラシーの開発に取り組み始めた。
2008年、ラインゴールドは、それまで長く関わっていた未来研究所において、最初の研究フェロー (research fellow) となった。
ラインゴールドは、スタンフォード大学コミュニケーション学部 (Department of Communication) の客員講師であり、「デジタル・ジャーナリズム (Digital Journalism)」と「仮想共同体とソーシャルメディア (Virtual Communities and Social Media)」の2科目を教えている。また、カリフォルニア大学バークレー校情報学部 (School of Information) でも講師として「仮想共同体とソーシャルメディア」を講じているが、ここでは以前にも「参加型メディア/集団的行動 (Participatory Media/Collective Action)」という科目を講じていた。ラインゴールドは、ブログ「DMLcentral」にしばしば寄稿しており、新たなメディアへのリテラシーから、学習に関わるイノベーションまで、幅広い話題について論じている。
ラインゴールドは、カリフォルニア州ミルバレーで妻ジュディ (Judy)、娘マミー (Mamie) とともに暮らしている。ラインゴールドは、自身のビデオ・ブログにおいて、ガレージを改造して作った、彼にとっての「夢のオフィス (dream office)」にして彼の「精神の外部化 (externalization of mind)」を披露しており、ここで情報を吸収したり、執筆したり、アートを創作したりのだという
ラインゴールドは、『Freesouls』の出版企画に、「Participative Pedagogy for a Literacy of Literacies」と題したエッセイを寄稿している。

## おもな著書
- Talking Tech: A conversational Guide to Science and Technology, with Howard Levine (1982)
  - 日本語訳：（ハワード・リヴァインとの共著：酒井昭伸 訳）ハイテク・トーキング、新潮社（新潮文庫）、1989年
- Higher Creativity:Liberating the Unconscious for Breakthrough Insight, with Willis Harman (1984)
- Tools for Thought: The History and Future of Mind-Expanding Technology, (free in HTML form) (1985)
  - 日本語訳：（青木真美 訳）思考のための道具：異端の天才たちはコンピュータに何を求めたか?、パーソナルメディア、1987年
- Out of the Inner Circle, with Bill Landreth (1985)
- They Have a Word for It: A Lighthearted Lexicon of Untranslatable Words & Phrases (1988)
- The Cognitive Connection: Thought and Language in Man and Machine, with Howard Levine (1987)
- Excursions to the Far Side of the Mind (1988)
- Exploring the World of Lucid Dreaming, with Stephen LaBerge (1990)
- Virtual Reality (1991)
  - 日本語訳：（田中啓子、宮田麻未 訳）バーチャル・リアリティ：幻想と現実の境界が消える日、ソフトバンク出版事業部、1992年
- The Virtual Community: Homesteading on the Electronic Frontier, (free in HTML form) (1993) ISBN 0-201-60870-7
  - 日本語訳：（会津泉 訳）バーチャル・コミュニティ：コンピューター・ネットワークが創る新しい社会、三田出版会、1995年
- Millennium Whole Earth Catalog: Access to Tools and Ideas for the Twenty-First Century (1995)
- The Heart of the WELL (1998)
- The Virtual Community: Homesteading on the Electronic Frontier, (2000 reprint with some new material) ISBN 0-262-68121-8
- Rheingold, Howard (2002). Smart Mobs: The Next Social Revolution. Basic Books
- Rheingold, Howard (2012). Net Smart: How to Thrive Online. The MIT Press. ISBN 0-262-01745-8
  - 日本語訳：（公文俊平、会津泉 監訳）スマートモブズ：〈群がる〉モバイル族の挑戦、NTT出版、2003年
- Rheingold, H. (2012). Mind amplifier: Can our digital tools make us smarter? New York, NY: TED Books.